# Canon mitrailleur

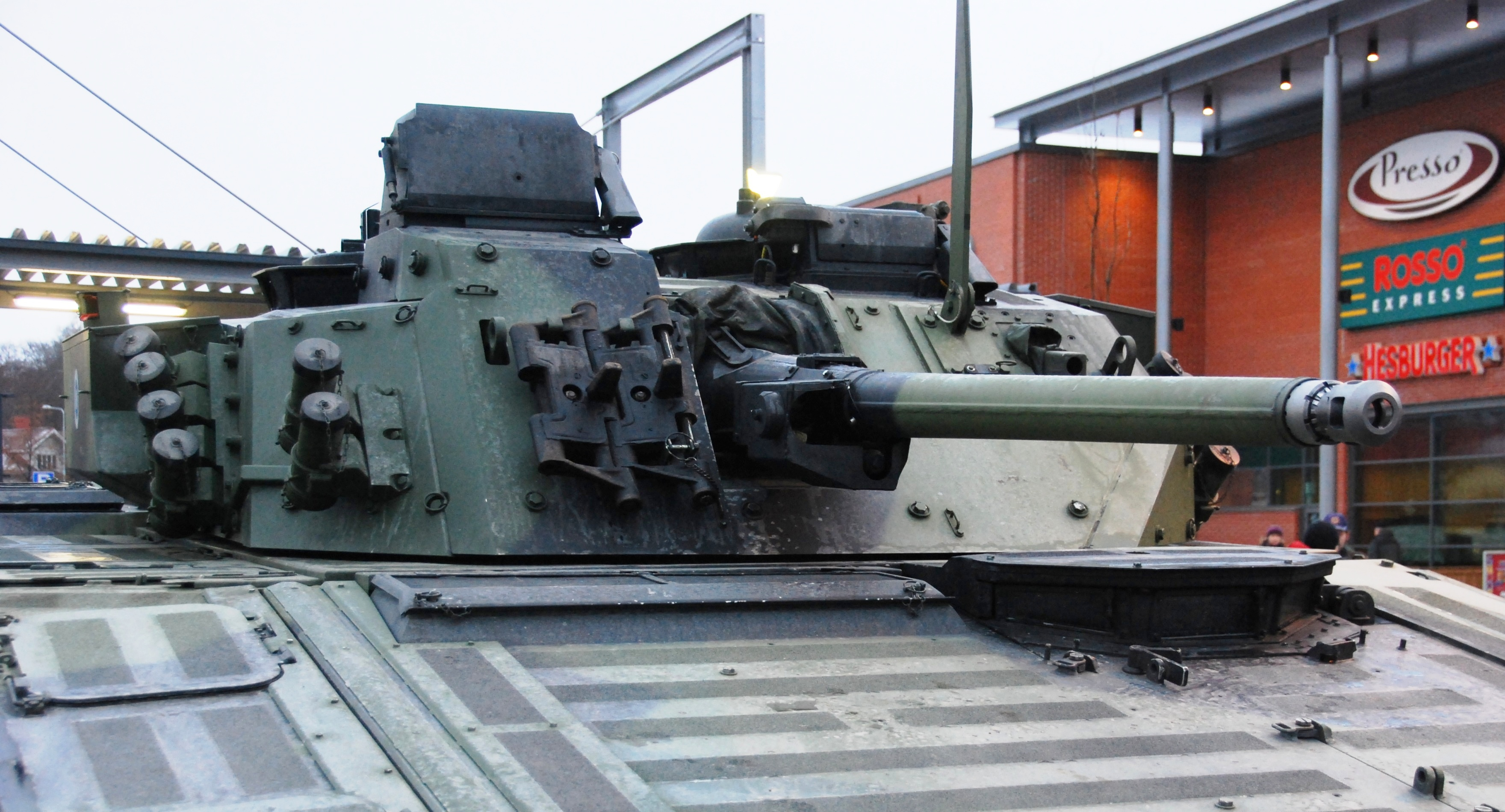
Le canon Bushmaster III équipant la version export du char Combat Vehicle 90 suédois, est un canon mitrailleur de type Chain gun.

Un canon mitrailleur ou canon automatique est une arme automatique montée sur affût, sur véhicule, sur aéronef ou bâtiment de combat, d'un calibre égal ou supérieur à 20 millimètres et alimenté par bandes de cartouches.

## Types
Il existe différents types de canons mitrailleurs :
- auto-mécanique[2], monotube, à barillet, essentiellement représentés par les Chain gun Bushmaster aujourd’hui fabriqués par Orbital ATK. Le principe de fonctionnement de ce type d’arme repose sur une transmission du mouvement aux pièces de l’arme (culasse, alimentation) par une chaîne entraînant une vis à pas croisés, l’énergie nécessaire étant produite par une source externe. Exemple : M242 Bushmaster, Hughes M230 Chain Gun, Giat 30 M 781, Nexter 25 M811, Orbital ATK XM813 ;
- canon revolver, monotube à barillet. Exemple : Canon DEFA 30 mm et Royal Small Arms Factory ADEN 30 fonctionnant par emprunt des gaz ;
- Gast gun (en) à double canon, représentée par les canon Gryazev-Shipunov GSh-23 et GSh-30-2 ;
- Gatling, multitube-multichambre, fonctionnant par emprunt des gaz ou utilisant une source d'énergie externe (électrique ou hydraulique), reprenant le principe de la mitrailleuse Gatling de 1861. Exemple : M61 Vulcan, Gryazev-Shipunov GSh-6-23, GSh-6-30, GAU-8 Avenger.

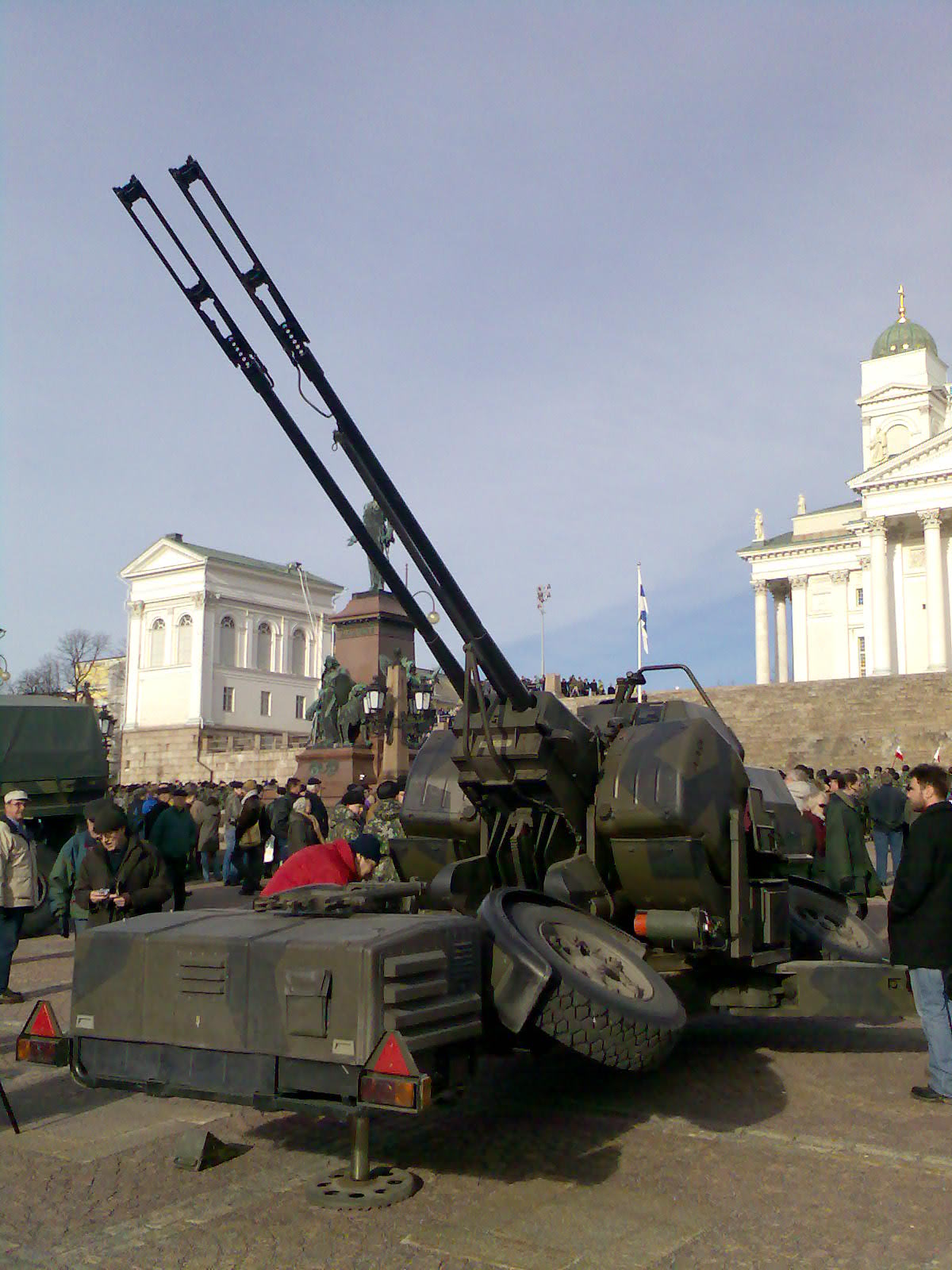
Canons jumelés Oerlikon de 35 mm (35 ITK 88).
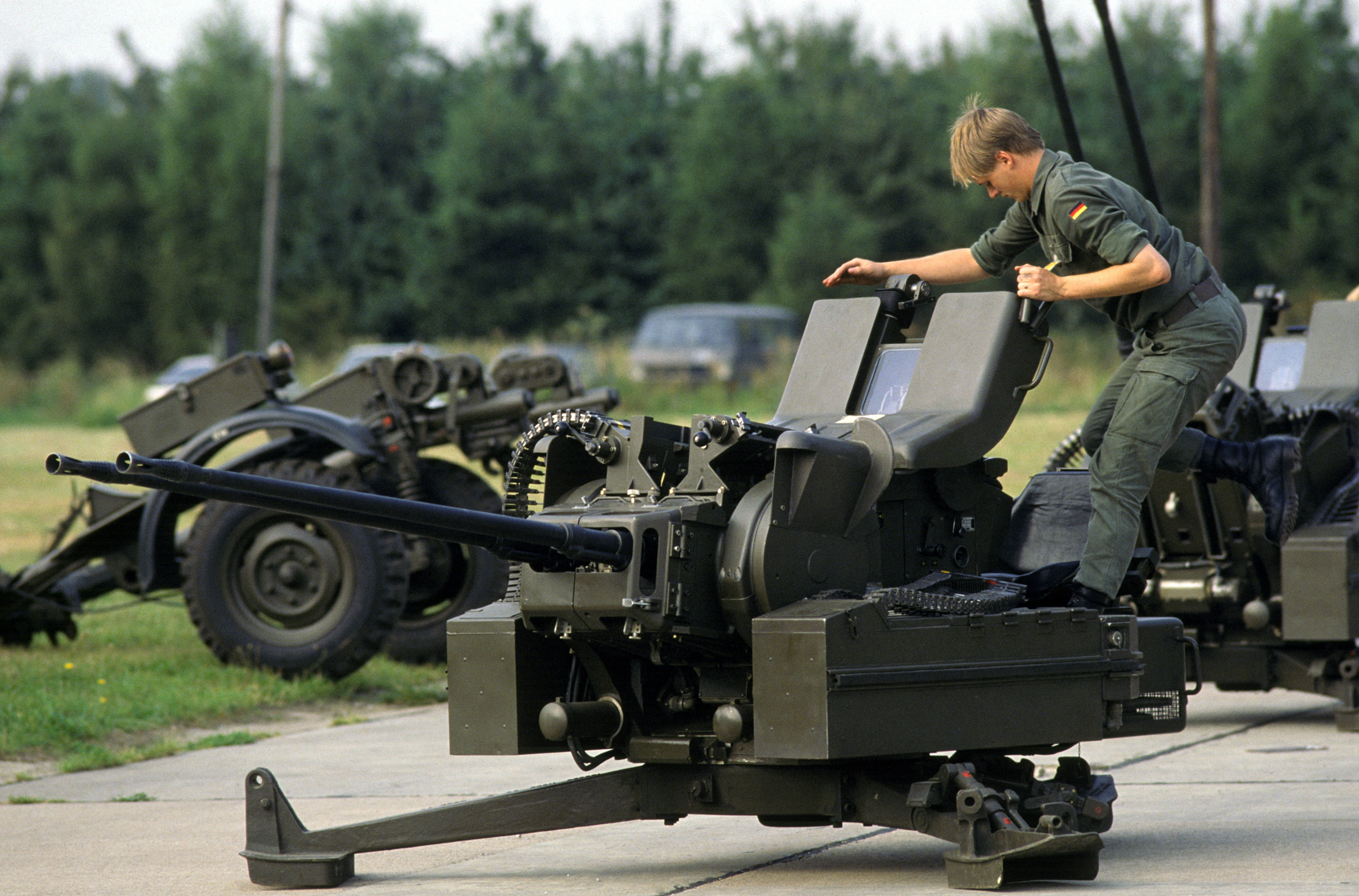
Canon antiaérien de 20 mm Rh202 de Rheinmetall.
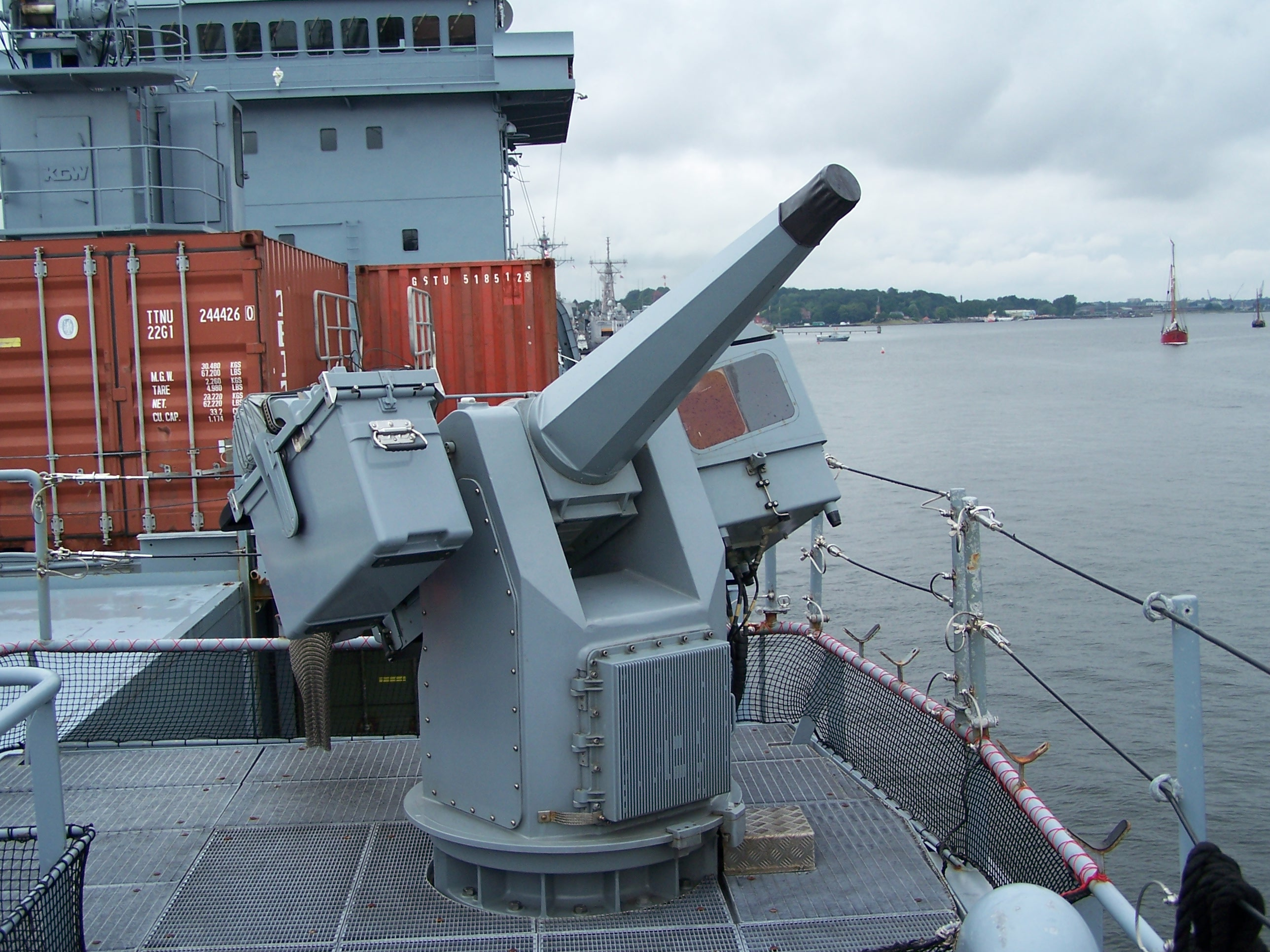
Canon automatique télécommandé Mauser BK-27 de la Deutsche Marine.
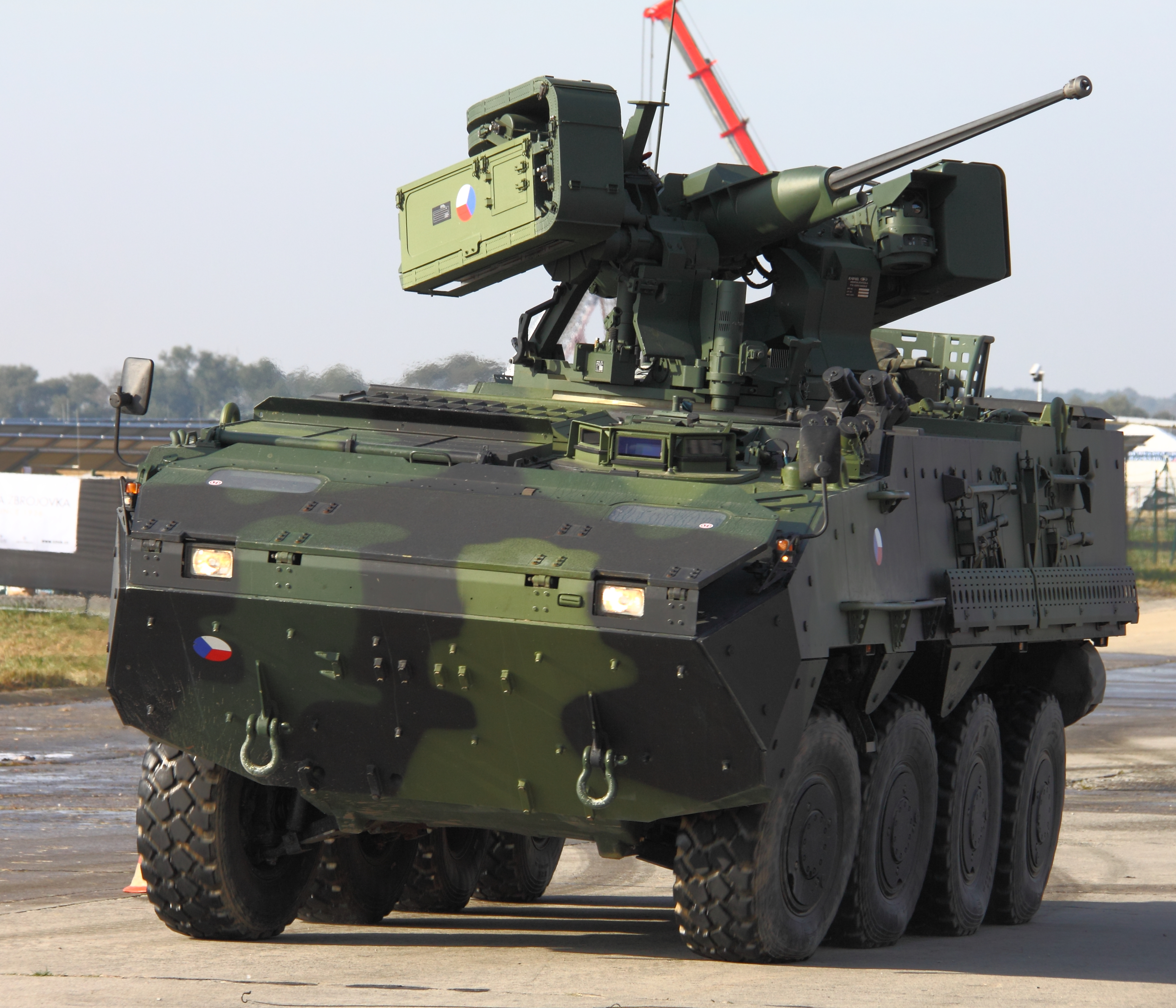
Tourelle de canon automatique Samson Remote Controlled Weapon Station (en) (RCWS-30) sur un véhicule de transport de troupes Pandur II (en) tchèque.